# Adrian Piotrovski
Adrian Ivanovitch Piotrovski (en russe : Адриан Иванович Пиотровский), né le 8 novembre 1898 (20 novembre dans le calendrier grégorien) et mort fusillé le 21 novembre 1937 à Léningrad, est un helléniste, latiniste, librettiste et dramaturge soviétique qui fut directeur artistique des studios Lenfilm.

## Biographie
Il naît (on ne sait si c'est à Dresde ou à Wilna) de la liaison hors-mariage de Véra Nikolaïevna Petoukhova avec le fameux philologue classique pétersbourgeois Tadeusz Zieliński. Il est adopté par sa tante Eugénie Piotrovska et reçoit le nom de famille et le patronyme Ivanovitch du mari de celle-ci, Ivan Ossipovitch Piotrovski. Il étudie de 1908 à 1916 à la fameuse école allemande Sankt Petri Schule de Saint-Pétersbourg, puis à la faculté de philologie classique de l'université de Petrograd (1916-1923), où il prend des leçons auprès de son père naturel. Il traduit dès lors les auteurs classiques, comme l'élégie de Théognis (1922) ou les comédies d'Aristophane, ainsi que les tragédies d'Eschyle (1937), Œdipe roi de Sophocle (1937), Hippolyte d'Euripide (1937), L'Arbitrage de Ménandre (1937), etc. Du latin, il traduit le Satyricon de Pétrone (1924), les comédies de Plaute (1935), L'Âne d'or d'Apulée (1929) et Catulle (1928). Il traduit également les drames d'Ernst Toller.
En 1924, il dirige le département d'art populaire et de théâtre amateur de la ville de Léningrad et l'institut d'histoire de l'art, où il donne des cours sur le théâtre antique et la sociologie de l'art. Il s'intègre ainsi à la communauté artistique, écrit des livrets, comme par exemple Le Ruisseau limpide, ballet de Chostakovitch qu'il rencontre en 1934. Il travaille également comme collaborateur littéraire au théâtre Gorki de Léningrad (aujourd'hui théâtre Tovstonogov), au Théâtre de la jeunesse ouvrière, au petit théâtre d'opéra (ex-théâtre Michel) et de 1928 à 1937 au Sovkino, studios de cinéma devenus Lenfilm par la suite, où il est directeur artistique.
Il est gratifié du titre d'artiste émérite de la république socialiste fédérative soviétique de Russie en 1935.
Mais la roue tourne au moment des purges staliniennes. Un article de la Pravda du 6 février 1936 attaque violemment son livret du Ruisseau limpide. Il est arrêté pour espionnage et diversion le 15 novembre 1937 par le NKVD et fusillé le 21 novembre suivant.

## Œuvre dramaturgique
- L'Épée de la paix, Petrograd, 1921
- La Chute d'Hélène Ley, Petrograd, 1924
- La Commune de Paris, mise en scène, Léningrad, 1924
- La Mort du commandant d'armée, Léningrad, 1925
- Douniakha la filandière, opérette ouvrière, Moscou, 1926, en collaboration avec D. Tolmatchev
- Le Ruisseau limpide (livret de ballet sur une musique de Chostakovitch), en collaboration avec F. Lopoukhov
- La Roue du diable, scénario du film de Grigori Kozintsev et de Leonid Trauberg, 1926
- La Turbine N°3, scénario, 1927
- Roméo et Juliette, livret du ballet représenté en 1940, avec Prokofiev